# Sciurotamias forresti
Sciurotamias forresti е вид бозайник от семейство Катерицови (Sciuridae).

## Разпространение
Видът е разпространен в Китай (Съчуан и Юннан).